# Pomacentrus simsiang
Pomacentrus simsiang es una especie de peces de la familia Pomacentridae en el orden de los Perciformes.

## Morfología
Los machos pueden llegar alcanzar los 7 cm de longitud total.

## Hábitat
Es un pez de mar.

## Distribución geográfica
Se encuentran en Indonesia, Filipinas, República de Palau, Papúa Nueva Guinea, Islas Salomón, Vanuatu, Taiwán, Islas Ryukyu y Nueva Caledonia.